# 西厢传奇
《西厢传奇》（又名《西厢记》）是浙江电视剧制作中心、飞天影视制作有限公司于2000年2月出品的一部古装电视连续剧。该剧改编自元稹的唐传奇小说《莺莺传》和王实甫的元杂剧《西厢记》。除张生、崔莺莺、红娘等主要人物外，还虚构了歌娘飞天、舞娘秋娘、以及僧人惠明等一系列人物。

## 改编特色
本剧采取了现代化的视野，对人物的性格进行了多层次挖掘。剧中人物命运不同于元杂剧《西厢记》，张生与崔莺莺离开普救寺后，两人的人生命运发生了很大改变。张生一度沉迷于官场之中，还娶了尚书的女儿。而崔莺莺在经历一系列变故后，对过往的一切产生了怀疑。红娘则努力的为二人的复合而奔波，直到多年之后，大家都已经老去……

## 演员表
- 刘小锋 饰演 张　生
- 陶慧敏 饰演 崔莺莺
- 陈丽峰 饰演 红　娘
- 何　苗 饰演 飞　天
- 耿　咏 饰演 秋　娘
- 于　军 饰演 白沅君
- 于　洋 饰演 赵奇秀
- 卢　勇 饰演 惠　明
- 胡庆士 饰演 法　本
- 吴　竞 饰演 崔夫人
- 刘雪菲 饰演 韦兰芳
- 郑小荣 饰演 莞　尔
- 朱音子 饰演 莞　尔（少年）
- 谈卫中 饰演 司　砚
- 瞿　军 饰演 法　见
- 郑　恒 饰演 朱来成
- 张　浩 饰演 崔元俊
- 陈　翔 饰演 崔元俊（少年）
- 敖志刚 饰演 韦尚书
- 曹志德 饰演 夏公公
- 王伟军 饰演 杜　确
- 刘　强 饰演 仇佑禾
- 谢加起 饰演 孙飞虎
- 夏主簿
- 何主簿
- 碧月
- 夏昌
- 琴奴

## 音乐
- 主题歌《千年流香》
  - 作词：张波 作曲：孟庆云 演唱：白雪
- 片尾曲插曲 演唱：张亚莉

## 周边
- 影像制品
  - 《西厢记》（21集3DVD）经济版